# Lourinhã
Lourinhã és un municipi portuguès, situat al districte de Lisboa, a la regió del Centre i a la Subregió de l'Oeste. L'any 2007 tenia 25.377 habitants. Limita al nord amb Peniche i Óbidos, al nord-est amb Bombarral, al sud-est amb Cadaval, al sud amb Torres Vedras i a l'oest amb l'oceà Atlàntic.

## Població
| Població del concelho de Lourinhã (1801 – 2004) | Població del concelho de Lourinhã (1801 – 2004) | Població del concelho de Lourinhã (1801 – 2004) | Població del concelho de Lourinhã (1801 – 2004) | Població del concelho de Lourinhã (1801 – 2004) | Població del concelho de Lourinhã (1801 – 2004) | Població del concelho de Lourinhã (1801 – 2004) | Població del concelho de Lourinhã (1801 – 2004) | Població del concelho de Lourinhã (1801 – 2004) |
| ----------------------------------------------- | ----------------------------------------------- | ----------------------------------------------- | ----------------------------------------------- | ----------------------------------------------- | ----------------------------------------------- | ----------------------------------------------- | ----------------------------------------------- | ----------------------------------------------- |
| 1801                                            | 1849                                            | 1900                                            | 1930                                            | 1960                                            | 1981                                            | 1991                                            | 2001                                            | 2004                                            |
| 3.366                                           | 6.481                                           | 12.154                                          | 17.049                                          | 22.927                                          | 21.245                                          | 21.596                                          | 23.265                                          | 24.601                                          |

## Freguesies
- Atalaia
- Lourinhã
- Marteleira
- Miragaia
- Moita dos Ferreiros
- Moledo
- Reguengo Grande
- Ribamar
- Santa Bárbara
- São Bartolomeu dos Galegos
- Vimeiro